# Loyalisten

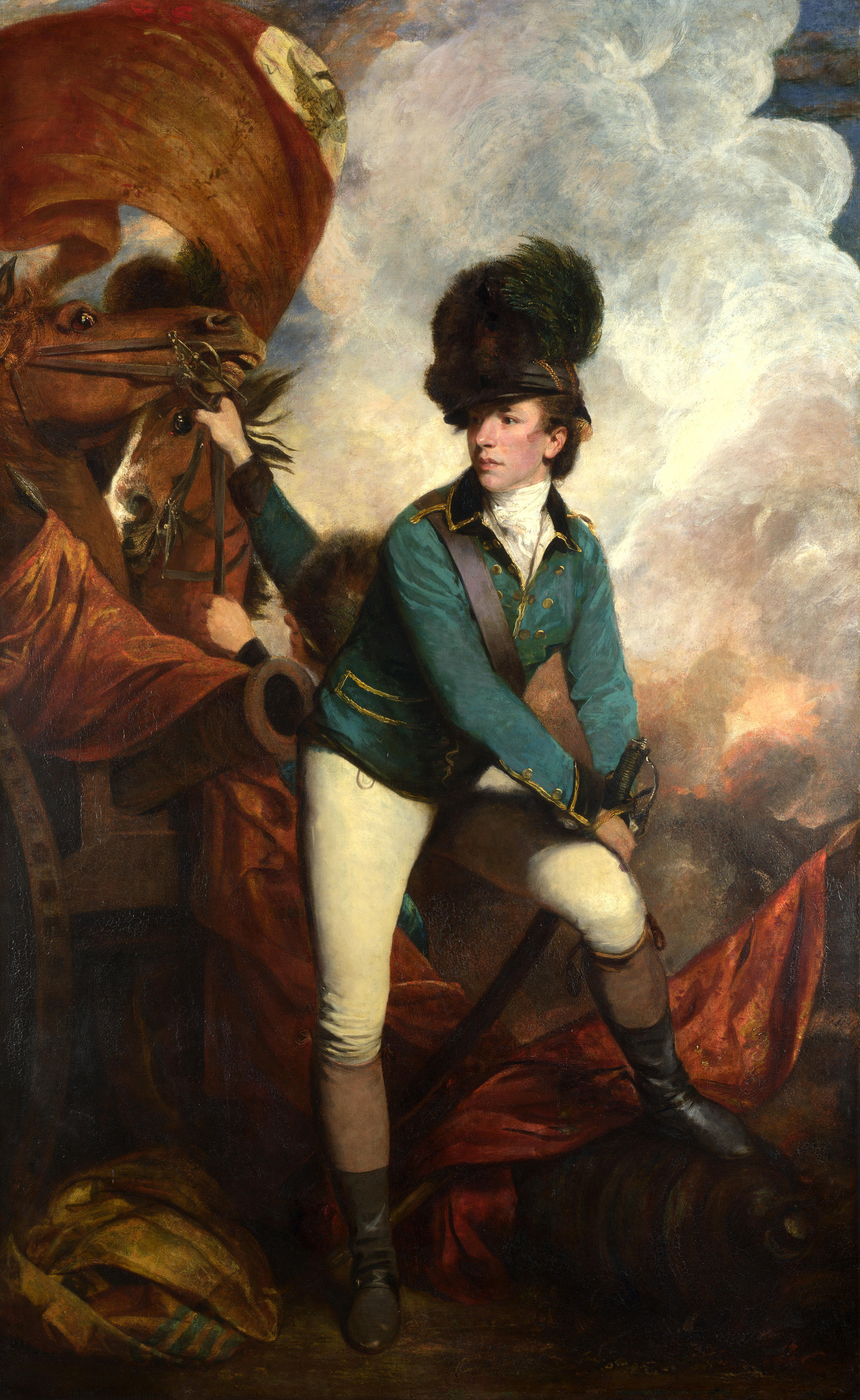
Banastre Tarleton, loyalistischer Kommandeur, Ölgemälde von Sir Joshua Reynolds, 1782

Loyalisten waren nordamerikanische Kolonisten aus dem Königreich Großbritannien, die während des Amerikanischen Unabhängigkeitskrieges loyale Untertanen der britischen Krone blieben. Man nannte sie auch „Tories“, Royalists oder „King’s Men“ (Männer des Königs). Ihre kolonialen Gegner, die die Amerikanische Unabhängigkeitsbewegung unterstützten, nannte man Patrioten, Whigs oder einfach Amerikaner.

## Während des Unabhängigkeitskriegs
Historiker schätzen, dass etwa 15–20 % der erwachsenen weißen männlichen Population der Dreizehn Kolonien Loyalisten waren. Eine oft zitierte Äußerung John Adams’, in der er zu sagen schien, dass mehr als ein Drittel des Volkes Loyalisten waren, ist aus dem Zusammenhang gerissen und bezieht sich nicht auf die Meinung der Kolonisten. Die Mehrzahl der Loyalisten war im Gebiet des heutigen Bundesstaates New York beheimatet, dessen Hauptstadt sich von September 1776 bis zu der 1783 erfolgten Räumung in der Hand britischer Streitkräfte befand. Die Loyalisten stellten auch die Mehrheit in Pennsylvania und den südlichen Kolonien South Carolina und Georgia. In den anderen britischen Kolonien repräsentierten sie dagegen lediglich eine Minderheit der Gesamtbevölkerung.
Die Loyalisten waren mit dem Anglikanismus verbunden, auf dieselbe Art, in der die Patrioten mit dem Presbyterianismus verbunden waren. Sie genossen außerdem den Ruf, wohlhabender und besser gebildet zu sein als ihre patriotischen Gegner. Es gab aber auch viele Loyalisten aus ärmeren Verhältnissen, insbesondere im Mohawk-Tal der Kolonie New York und in den Grenzgebieten von Georgia und South Carolina. Katholische Einwanderer aus Irland waren traditionell republikanisch, während katholische Einwanderer aus Schottland im Unabhängigkeitskrieg auf britischer Seite kämpften und später unter Alexander Macdonells Führung eine Säule der Loyalisten in Kanada bildeten.
Waren die Loyalisten aus ihrer eigenen, aber auch aus britischer Perspektive, ehrenhafte Personen, die zu ihrem König standen, während die amerikanischen Rebellen Verräter waren, so waren sie aus der Perspektive der USA Verräter, die sich gegen ihre eigenen Leute wandten und mit der tyrannischen britischen Regierung kollaborierten. Während des Krieges stellten die Loyalisten über 50 militärische Einheiten. Viele der Loyalisten hatten ihr Land oder ihren Besitz verpfändet. Es wird geschätzt, dass 30.000–35.000 Männer über die Zeit verteilt in regulär organisierten Korps gedient haben, ohne die einzurechnen, die am Guerillakrieg in South Carolina und anderswo teilnahmen. Eine große Zahl Loyalistenfamilien flüchteten nach New York und Long Island. Andere Loyalisten stellten in der Provinz Georgia wieder eine pro-britische koloniale Regierung her.
Die Loyalisten begannen gleich zu Beginn des Krieges die Kolonien zu verlassen, wenn eine Transportmöglichkeit vorhanden war. Ungefähr 70.000 Loyalisten verließen die Dreizehn Kolonien, das waren mehr als 3 % der Gesamtbevölkerung. In Gebieten, die unter Kontrolle der Patrioten waren, waren die Loyalisten Opfer von Eigentumskonfiskationen, Teeren und Federn oder anderen Übergriffen. Sie wurden eingesperrt, einige wurden um Geld erpresst, verprügelt, bedroht, beschimpft und vom revolutionären Mob angegriffen.

## Nach dem Unabhängigkeitskrieg

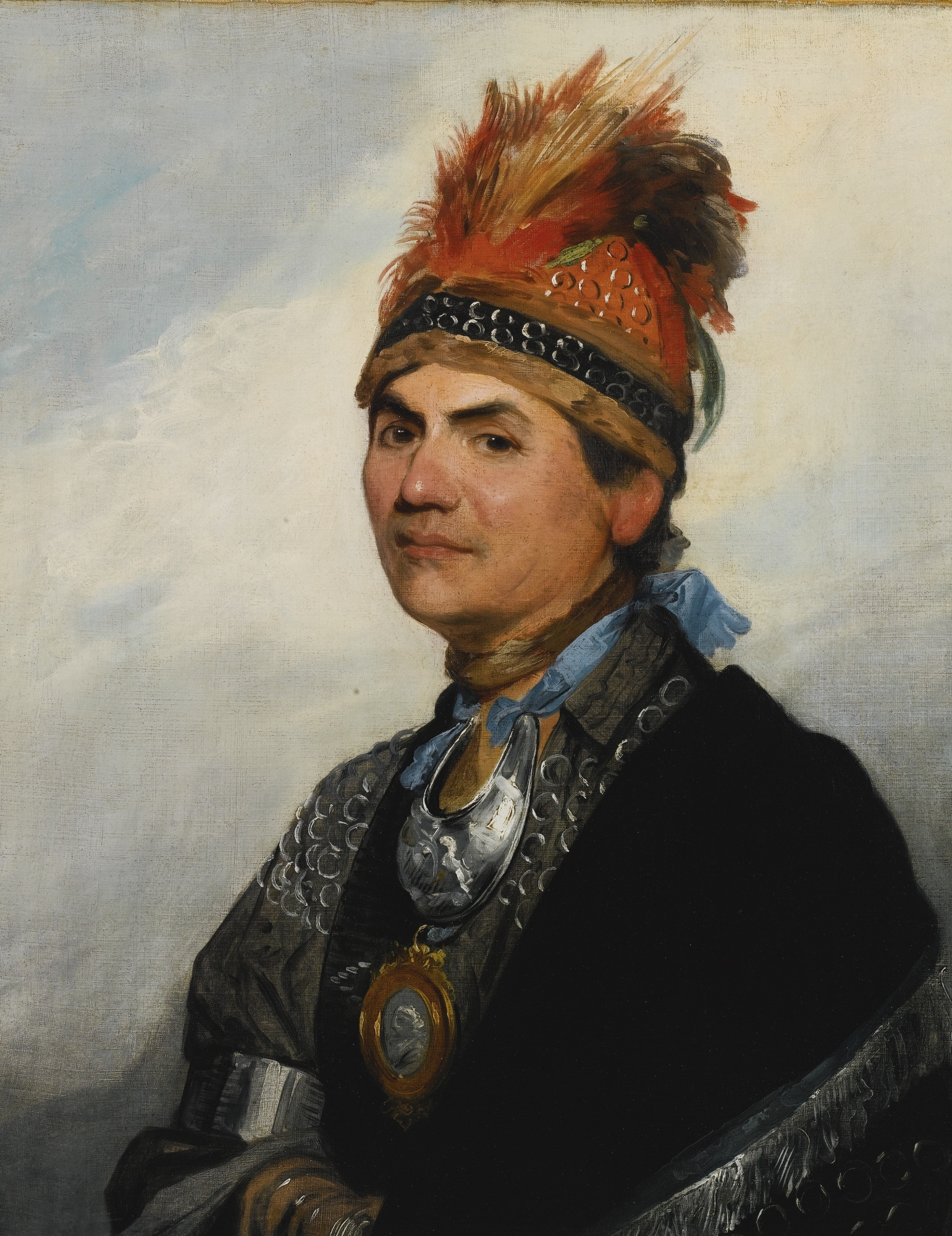
Joseph Brant (Gilbert Stuart, 1786)

Nach dem Ende des Amerikanischen Unabhängigkeitskrieges und der Unterzeichnung des Vertrags von Paris 1783 wurden loyalistische Soldaten und Zivilisten aus New York evakuiert und in anderen Kolonien des Britischen Weltreichs neu angesiedelt. In das Gebiet des heutigen Kanada zogen loyalistische Flüchtlinge nach Nova Scotia (25.000, einschließlich des heutigen New Brunswick) und die Provinz Québec (10.000, einschließlich der Eastern Townships und des heutigen Ontario). Dieser Teil der Flüchtlinge wurde oft als United Empire Loyalists bezeichnet. Tatsächlich wurden die neuen britischen nordamerikanischen Provinzen Oberkanada (der Vorläufer von Ontario) und Neubraunschweig als Zufluchtsorte für die United Empire Loyalists gegründet.
Andere kehrten in das Königreich Großbritannien zurück. Wieder andere, insbesondere Südloyalisten, gingen auf die Bahamas, speziell die Abacos.
Auch viele Indianer verließen die Dreizehn Kolonien in Richtung Kanada. Die Nachkommen einer dieser Gruppen der Irokesen unter der Führung von Joseph Brant siedelten in Sechs Nationen des Grand River, dem größten Indianerreservat der First Nations. Eine Gruppe schwarzer Loyalisten verließ Neuschottland und siedelte 1792 in Sierra Leone.
Viele der Loyalisten wurden gezwungen, erhebliche Teile ihres Eigentums aufzugeben. Eine Rückgabe oder Kompensation dieses Eigentums war ein Hauptpunkt während der Verhandlungen des Jay-Vertrages 1795. Mehr als zwei Jahrhunderte später fordern Nachkommen der Loyalisten immer noch das Eigentum ihrer Vorfahren in den USA zurück.